# Erioptera biobtusa
Erioptera biobtusa är en tvåvingeart som beskrevs av Alexander 1956. Erioptera biobtusa ingår i släktet Erioptera och familjen småharkrankar.
Artens utbredningsområde är Uganda. Inga underarter finns listade i Catalogue of Life.